# Kanton Allonnes (Maine-et-Loire)
Der Kanton Allonnes war von 1790 bis 2015 ein französischer Wahlkreis im Arrondissement Saumur, im Département Maine-et-Loire und in der Region Pays de la Loire. Sein Hauptort war Allonnes.
Im Zuge der Umorganisation im Jahr 2015 wurde der Kanton aufgelöst und seine Gemeinden dem Kanton Longué-Jumelles zugeteilt.
Der Kanton Allonnes umfasste Wahlberechtigte aus folgenden sieben Gemeinden:
| Gemeinde            | Einwohner Jahr | Fläche km² | Bevölkerungsdichte | Code INSEE | Postleitzahl |
| ------------------- | -------------- | ---------- | ------------------ | ---------- | ------------ |
| Allonnes            | 2980 (2013)    | 36,33      | 82 Einw./km²       | 49002      | 49650        |
| Brain-sur-Allonnes  | 1987 (2013)    | 33,32      | 60 Einw./km²       | 49041      | 49650        |
| La Breille-les-Pins | 588 (2013)     | 27,57      | 21 Einw./km²       | 49045      | 49390        |
| Neuillé             | 988 (2013)     | 13,56      | 73 Einw./km²       | 49224      | 49680        |
| Varennes-sur-Loire  | 1891 (2013)    | 22,66      | 83 Einw./km²       | 49361      | 49730        |
| Villebernier        | 1485 (2013)    | 9,91       | 150 Einw./km²      | 49374      | 49400        |
| Vivy                | 2506 (2013)    | 23,17      | 108 Einw./km²      | 49378      | 49680        |